# Andrzej Herbet
Andrzej Marek Herbet (ur. 21 sierpnia 1973 w Kraśniku) – polski prawnik, radca prawny, doktor habilitowany nauk prawnych, profesor Katolickiego Uniwersytetu Lubelskiego Jana Pawła II, specjalista w zakresie prawa cywilnego i prawa handlowego, od listopada 2018 dziekan Wydziału Prawa, Prawa Kanonicznego i Administracji Katolickiego Uniwersytetu Lubelskiego Jana Pawła II.

## Życiorys
W 1997 ukończył studia prawnicze na Wydziale Prawa, Prawa Kanonicznego i Administracji Katolickiego Uniwersytetu Lubelskiego Jana Pawła II, gdzie w 2000 otrzymał stopień naukowy doktora nauk prawnych na podstawie pracy Rozporządzenie prawami udziałowymi w spółce z ograniczoną odpowiedzialnością napisanej pod kierunkiem Andrzeja Szajkowskiego, a w 2009 na podstawie dorobku naukowego oraz rozprawy pt. Spółka cywilna. Konstrukcja prawna uzyskał stopień doktora habilitowanego nauk prawnych w zakresie prawa, specjalność: prawo cywilne. W 2010 został profesorem nadzwyczajnym na tym wydziale. Uzyskał uprawnienia radcy prawnego. Był zatrudniony w Biurze Trybunału Konstytucyjnego i Biurze Analiz Sejmowych Kancelarii Sejmu. Był prodziekanem do spraw nauki macierzystego wydziału w latach 2016–2018.
13 listopada 2018, po złożeniu rezygnacji przez dr. hab. Krzysztofa Wiaka, został wybrany na dziekana Wydziału Prawa, Prawa Kanonicznego i Administracji KUL.
Arbiter Sądu Arbitrażowego przy Krajowej Izbie Gospodarczej oraz Sądu Polubownego Prokuratorii Generalnej.
Autor licznych publikacji i komentarzy z zakresu prawa handlowego, w tym współautor serii komentarzy do Kodeksu spółek handlowych (pod redakcją S. Sołtysińskiego, A. Szajkowskiego, A. Szumańskiego i J. Szwaji), a także tomu 16 i 17A Systemu Prawa Prywatnego Wydawnictwa C.H. Beck.
Był jednym z członków zespołu ds. wypracowania nowelizacji Kodeksu spółek handlowych dotyczącej prostej spółki akcyjnej, która spotkała się z powszechną aprobatą w środowiskach naukowych i prawniczych.
Jako Dziekan Wydziału Prawa, Prawa Kanonicznego i Administracji KUL wraz z prof. drem hab. Jerzym Pisulińskim, dziekanem Wydziału Prawa i Administracji UJ został inicjatorem "Stanowiska dziekanów wydziałów prawa polskich uczelni w związku z rozstrzygnięciem Trybunału Konstytucyjnego z 7.10.2021 r. w sprawie K3/21".